# Erhan Kavak
Erhan Kavak (* 16. Dezember 1987 in Bern) ist ein Schweizer ehemaliger Fussballspieler mit türkischer Doppelbürgerschaft, der sowohl im linken Mittelfeld als auch im Angriff eingesetzt werden konnte.

## Karriere

### Vereine
In der Saison 2005/06 stiess Erhan Kavak vom FC Münsingen zum  BSC Young Boys Bern, wo er einen Vertrag über 3½ Jahre bis zum 30. Juni 2010 unterschrieb. Er spielte bei YB wechselweise in der 1. Mannschaft sowie dem U-21-Team.
Für die Saison 2008/09 wurde Kavak an den Challenge-League-Verein FC Biel ausgeliehen, wo er regelmässig zum Einsatz kam und insgesamt vier Tore schoss. Die Saison 2009/10 bestritt er leihweise mit dem FC Thun, ebenfalls in der Challenge League.
Von August 2010 bis Mai 2013 spielte Erhan Kavak bei Karşıyaka SK in der zweithöchsten türkischen Liga. Zur Saison 2012 wechselte er zum türkischen Zweitligisten Kartalspor. Bereits nach einer halben Saison verliess er Kartalspor und heuerte beim Drittligisten Bandırmaspor an.

### Nationalmannschaft
Zu seinen Erfolgen zählt die Nomination für das Schweizer U-20-Nationalteam.